# Juan de Grijalva

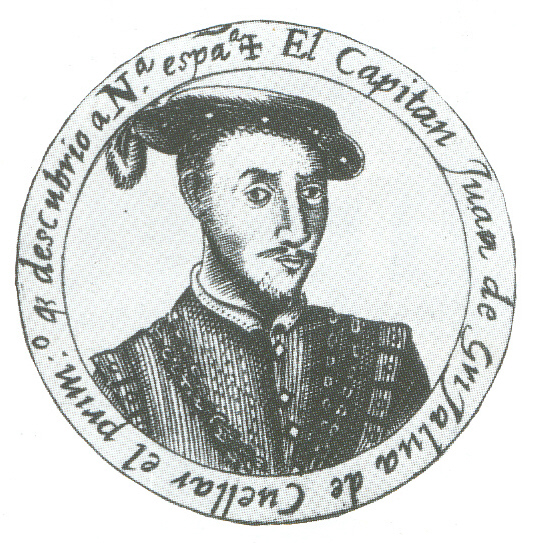
Juan de Grijalva

Route van zijn expeditie in 1518

Juan de Grijalva of Juan de Grijalba (Cuéllar ong. 1490 – Kaap Guaniguanico, 21 januari 1527) was een Spaanse conquistador.
In 1508 arriveerde hij in Amerika tijdens de verovering van Cuba met zijn oom Diego Velázquez de Cuéllar. In 1514 stichtte hij de stad Trinidad op de zuidkust van het eiland. 
Van zijn oom, inmiddels Cubaans gouverneur Diego Velázquez de Cuéllar, ontving hij een encomienda op het Amerikaanse vasteland, en zo vertrok hij op 1 mei 1518 met vier schepen en 300 man van Cuba op verkenningstocht naar het Yucatán schiereiland, waar hij eerst landde op Cozumel. Hij ging voorzichtig te werk, gealarmeerd door de dood van zijn voorganger Francisco Hernández de Córdoba, en probeerde gevechten met de oorspronkelijke bevolking daarom zoveel mogelijk te vermijden. Hij ontdekte dat de lokale bevolking, de Maya, een hoogontwikkelde cultuur hadden. Hij voerde onderhandelingen met de Maya cacique "Lázaro". De Spanjaarden wisten waardeloze spullen tegen goud en edelstenen te ruilen. 
Hij reisde door naar het noorden waar hij de Totonaken ontmoette. Dit volk vertelde hem over 'Mexico', een rijk land ergens in het westen. Zijn bemanning wilde meteen een nederzetting stichten en op zoek gaan naar Mexico. Grijalva besloot dat nog niet te doen omdat dit niet tot zijn opdracht behoorde en stuurde Pedro de Alvarado alvast terug naar Cuba met een aantal schatten. Op het Isla de Sacrificios vond Grijalva aanwijzingen van mensenoffers. Bij de Río Banderas ontmoette hij voor het eerst Azteken, met wie hij goud ruilde. Hij voer nog verder naar het noorden tot de Pánuco en keerde daarna terug naar Cuba.
Eenmaal teruggekeerd op Cuba kreeg hij van gouverneur Diego Velázquez de Cuéllar het verwijt niet doortastend genoeg gehandeld te hebben. Daarom werd niet hij maar Hernán Cortés aan het hoofd van een nieuwe expeditie naar Mexico gesteld. In tegenstelling tot de meeste andere conquistadores was Grijalva een bescheiden en beschaafd man.
Hij stierf in Nicaragua in 1527. De Río Grijalva is naar hem genoemd. De reis van Grijalva is beschreven door Bernal Díaz.